# Calletaera obliquata
Calletaera obliquata is een vlinder uit de familie van de spanners (Geometridae). De wetenschappelijke naam van de soort is, als Luxiaria obliquata, voor het eerst geldig gepubliceerd in 1888 door Frederic Moore. De combinatie inCalletaera werd in 2014 door Jiang, Xue & Han gemaakt.

## Type
- syntypes: "male en female, in coll. Dr. Staudinger and F. Moore"
- instituut: BMNH, Londen, Engeland
- typelocatie: "India, Darjiling, Cherra Punji"

## Andere combinaties
- Bithiodes obliquata (Moore, 1888) nieuwe combinatie door William Warren, 1899
- Calletaera obliquata (Moore, 1888) nieuwe combinatie door N. Jiang, D.Y. Xue & H.X. Han, 2014: 81